# Crinale Monte Falterona - Monte Falco - Monte Gabrendo
Crinale Monte Falterona - Monte Falco - Monte Gabrendo este o arie protejată (arie specială de conservare — SAC, sit de importanță comunitară — SCI) din Italia întinsă pe o suprafață de 200 ha, integral pe uscat.

## Localizare
Centrul sitului Crinale Monte Falterona - Monte Falco - Monte Gabrendo este situat la coordonatele 43°52′26″N 11°43′14″E / 43.873889°N 11.720556°E.

## Înființare
Situl Crinale Monte Falterona - Monte Falco - Monte Gabrendo a fost declarat sit de importanță comunitară în iunie 1995 pentru a proteja 16 specii de animale. Situl a fost protejat și ca arie specială de conservare în decembrie 2016.

## Biodiversitate
Situată în ecoregiunea continentală, aria protejată conține 6 habitate naturale: Formațiuni ierboase bogate în specii de Nardus, dezvoltate pe substraturi silicioase în zone montane (și în zone submontane, în Europa continentală), Roci stâncoase cu vegetație pionieră de Sedo-Scleranthion sau Sedo albi-Veronicion dillenii, Păduri de fag din Apenini cu Abies alba și păduri de fag cu Abies nebrodensis, Pajiști uscate europene, Pante stâncoase silicioase cu vegetație casmofită, Păduri de fag Luzulo-Fagetum.
La baza desemnării sitului se află mai multe specii protejate:
- păsări (10): fâsă de pădure (Anthus trivialis), acvilă de munte (Aquila chrysaetos), șoim călător (Falco peregrinus), ciocârlie de pădure (Lullula arborea), gaia neagră (Milvus migrans), mierlă de piatră (Monticola saxatilis), viespar (Pernis apivorus), brumăriță de pădure (Prunella modularis), silvie de zăvoi (Sylvia borin), mierlă gulerată (Turdus torquatus)
- mamifere (4): liliac cârn (Barbastella barbastellus), lupul (Canis lupus), liliac cu aripi lungi (Miniopterus schreibersii), liliac cărămiziu (Myotis emarginatus)
- nevertebrate (2): Euplagia quadripunctaria, Rosalia alpina

Pe lângă speciile protejate, pe teritoriul sitului au mai fost identificate 29 de specii de plante, 3 specii de amfibieni, 4 specii de mamifere, 10 specii de nevertebrate, 4 specii de reptile.